# Gare de Kintetsu-Yatomi
La gare de Kintetsu-Yatomi (近鉄弥富駅, Kintetsu-Yatomi-eki) est une gare ferroviaire de la ville de Yatomi, dans la préfecture d'Aichi au Japon. Elle est exploitée par la compagnie Kintetsu.

## Situation ferroviaire
La gare de Kintetsu-Yatomi est située au point kilométrique (PK) 62,7 de la ligne Kintetsu Nagoya.

## Histoire
La gare a été inaugurée le 26 juin 1938.

## Service des voyageurs

### Accueil
La gare dispose d'un bâtiment voyageurs, avec guichets, ouvert tous les jours.

### Desserte
- Ligne Kintetsu Nagoya :
  - voies 1 et 2 : direction Yokkaichi, Ise-Nakagawa, Kashikojima et Osaka-Namba
  - voies 3 et 4 : direction Nagoya

### Intermodalité
La gare de Yatomi (JR Central et Meitetsu) est située à proximité.